# Eleição municipal de São José em 1996
A eleição municipal de São José em 1996 ocorreu em 3 de outubro. O prefeito era Gervásio Silva, do PFL, que assumiu após o impeachment de Germano João Vieira e não concorreu nessa eleição.
O vereador Dário Berger foi eleito prefeito, assumindo o mandato em 1º de janeiro de 1997 e mantendo o seu partido, o PFL, no comando do executivo municipal. Vinte e um vereadores foram escolhidos para a 14ª legislatura josefense (1997-2000).
O eleitorado de São José tinha 88.023 eleitores aptos e 77.508 foram as urnas. Esta foi a última eleição municipal que não foi eletrônica - nesta eleição, as urnas eletrônicas já estavam em testes nos pleitos municipais de Florianópolis, Joinville e Brusque.

## Contexto
O prefeito eleito em 1992, Germano João Vieira, começou em 1993 seu terceiro mandato - ele já havia sido eleito em 1970 pela ARENA e 1984 pelo PFL. Após o fim do mandato, seu sobrinho Dioceles João Vieira assumiu a prefeitura em 1988, enquanto Germano assumiu um mandato de deputado estadual na 12ª Legislatura catarinense - o qual deixou para assumir novamente a prefeitura, o que foi visto para muitos como um domínio familiar sobre o executivo da cidade.
Mas desta vez, com a redemocratização recente, o cenário era diferente e seu governo passou a ter uma forte oposição inclusive de seus próprios aliados. Ele acabou deixando o cargo ainda em 1993, numa vitória do ficou conhecido como o "Grupo dos 14", vereadores que articularam o impeachment do prefeito e assumiriam o poder dali em diante. Um dos 14 era Dário Berger, que se tornou o candidato a prefeito pelo PFL e iniciaria ali seus 16 anos de cargos executivos.

## Candidatos a prefeito
|  | Nº | Candidato(a) a prefeito | Candidato(a) a prefeito             | Candidato(a) a vice | Candidato(a) a vice         | |
|  | -- | ----------------------- | ----------------------------------- | ------------------- | --------------------------- | --- |
|  | 13 |                         | Antônio Luiz Battisti (PT)          |                     | Francisco Bento Costa Silvy | - Partido dos Trabalhadores (PT) |
|  | 11 |                         | Marli Terezinha Marçal (PPB)        |                     | Geraldo Swiech              | Unidade Progressista por São José - Partido Social Cristão (PSC) - Partido Progressista Brasileiro (PPB) - Partido Democrático Trabalhista (PDT)                                      |
|  | 14 |                         | Alvaro Luiz Parente (PTB)           |                     | Jose Mauro Mainchein        | Aliança Renovadora - Partido Trabalhista Brasileiro (PTB) - Partido da Mobilização Nacional (PMN) - Partido Renovador Trabalhista Brasileiro (PRTB) - Partido Social Democrático(PSD) |
|  | 22 |                         | Homero de Miranda Gomes Junior (PL) |                     | Luiz Antonio Costa          | - Partido da Social Democracia Brasileira (PSDB) - Partido Liberal (PL) |
|  | 25 |                         | Dário Elias Berger (PFL)            |                     | Lauro Guesser               | - Partido da Frente Liberal (PFL) - Partido do Movimento Democrático Brasileiro (PMDB)                                                                                                |

## Resultado da eleição para prefeito
A eleição teve 2.093 votos em branco e 5.945 votos nulos na eleição para prefeito, totalizando 69.470 votos válidos.
| Partido | Partido | Candidato                   | Votos  | Votos (%) |
| ------- | ------- | --------------------------- | ------ | --------- |
|         | PFL     | Dário Berger                | 32 972 | 47,46%    |
|         | PPB     | Marli Marçal                | 24 752 | 35,63%    |
|         | PL      | Homero de Miranda Gomes Jr. | 5 918  | 8,52%     |
|         | PT      | Battisti                    | 5 596  | 8,06%     |
|         | PTB     | Álvaro Luiz Parente         | 232    | 0,33%     |
| Totais  | Totais  | Totais                      | 69 470 |           |

## Resultado da eleição para vereador
A eleição para vereador teve 6.248 votos em branco e 4.411 votos nulos, totalizando 66.849 votos válidos.
| Nome                           | Partido político                                   | Coligação                         | Votos recebidos | Percentual |
| ------------------------------ | -------------------------------------------------- | --------------------------------- | --------------- | ---------- |
| Adi Xavier de Castro           | Partido da Frente Liberal (PFL)                    | PFL/PMDB                          | 1.650           | 2,26%      |
| Jose Natal Pereira             | Partido Progressista Brasileiro (PPB)              | Unidade Progressista por São José | 1.635           | 2,24%      |
| Jose Nilton Alexandre          | Partido da Frente Liberal (PFL)                    | PFL/PMDB                          | 1.519           | 2,08%      |
| Joao Rogerio de Farias         | Partido da Frente Liberal (PFL)                    | PFL/PMDB                          | 1.486           | 2,03%      |
| Valdemar Antonio Schmidt       | Partido do Movimento Democrático Brasileiro (PMDB) | PFL/PMDB                          | 1.465           | 2%         |
| Orvino Coelho de Avila         | Partido Progressista Brasileiro (PPB)              | Unidade Progressista por São José | 1.431           | 1,96%      |
| Ademar Francisco Koerich       | Partido da Frente Liberal (PFL)                    | PFL/PMDB                          | 1.404           | 1,92%      |
| Edio Osvaldo Vieira            | Partido da Frente Liberal (PFL)                    | PFL/PMDB                          | 1.366           | 1,87%      |
| Carlos Acelino Pereira         | Partido da Frente Liberal (PFL)                    | PFL/PMDB                          | 1.324           | 1,81%      |
| Luiz Henrique Raupp            | Partido Progressista Brasileiro (PPB)              | Unidade Progressista por São José | 1.320           | 1,81%      |
| Vanildo Macedo                 | Partido Progressista Brasileiro (PPB)              | Unidade Progressista por São José | 1.285           | 1,76%      |
| Jose Francisco da Rosa         | Partido Progressista Brasileiro (PPB)              | Unidade Progressista por São José | 1.272           | 1,74%      |
| Elenita Gerlach Koerich        | Partido Progressista Brasileiro (PPB)              | Unidade Progressista por São José | 1.172           | 1,60%      |
| Candido Zimmermann Damasio     | Partido do Movimento Democrático Brasileiro (PMDB) | PFL/PMDB                          | 1.097           | 1,50%      |
| Paulo de Tarso da Luz Ferreira | Partido do Movimento Democrático Brasileiro (PMDB) | PFL/PMDB                          | 1.043           | 1,43%      |
| Fernando Melquiades Elias      | Partido do Movimento Democrático Brasileiro (PMDB) | PFL/PMDB                          | 989             | 1,35%      |
| Gilson Luiz Junckes            | Partido Democrático Trabalhista (PDT)              | Unidade Progressista por São José | 940             | 1,29%      |
| Eugenio Manoel da Cunha        | Partido da Social Democracia Brasileira (PSDB)     | PL/PSDB                           | 921             | 1,26%      |
| Maria das Gracas Pereira       | Partido da Social Democracia Brasileira (PSDB)     | PL/PSDB                           | 840             | 1,15%      |
| Valdecir Salezio Junkes        | Partido Democrático Trabalhista (PDT)              | Unidade Progressista por São José | 704             | 0,96%      |
| Nilson Merize                  | Partido Trabalhista Brasileiro (PTB)               | Aliança Renovadora                | 696             | 0,95%      |